# Detecção facial

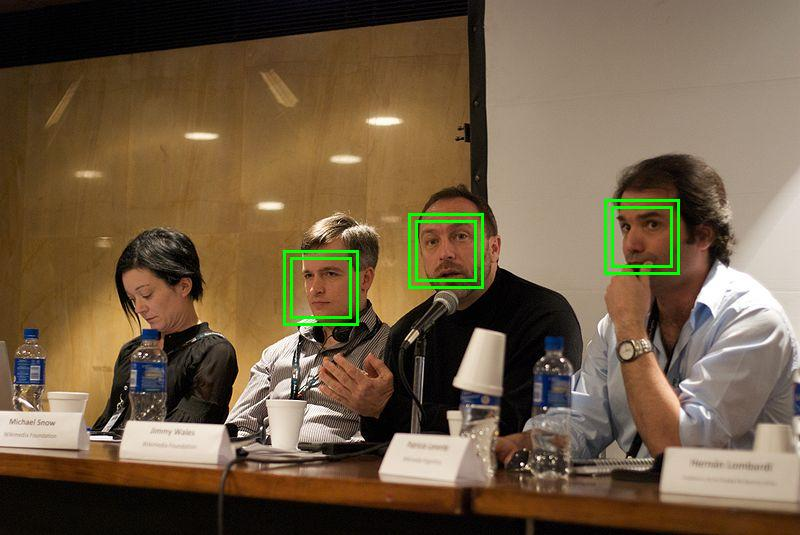
Detecção facial utilizando a biblioteca OpenCV

Detecção facial é uma técnica de processamento de imagem e visão computacional para determinar a existência, ou não, de faces numa determinada imagem e, caso exista(m), retornar a localização da(s) mesma(s). Apesar de ser uma tarefa trivial para seres-humanos, é um problema desafiador para computadores, visto que rostos podem variar em cor, iluminação, posicionamento e escala, dificultando a detecção automática.
A solução para o problema de detecção facial engloba diversas técnicas, como segmentação, extração, e verificação de faces e de suas características em um plano de fundo não controlado. O processo de detecção facial pode servir como base para muitos sistemas, como por exemplo, sistemas de reconhecimento facial.

## História
Os primeiros estudos realizados na área datam do começo dos anos 70, e utilizavam técnicas de heurística e medições extremamente simples. Para isso eram utilizadas imagens seguindo padrões de  documentos de identidade, com a face centralizada e plano de fundo liso, como pode ser encontrado em. Pequenas variações nos padrões poderiam invalidar o sistema inteiro, o que manteve as pesquisas na área estagnadas por décadas.